# مارتا كوفمان
مارتا كوفمان (بالإنجليزية: Marta Kauffman)‏ (و. 1956  م) هي كاتبة سيناريو، وكاتِبة، ومنتجة تلفزيونية، ومخرجة تلفزيونية أمريكية، ولدت في فيلادلفيا.

## التعليم
تعلمت في جامعة برانديز، وتحصلت منها على بكالوريوس (حتى 1978).

## جوائز وترشيحات
حصلت على جوائز منها:
- جائزة الإيمي برايم تايم لأفضل مسلسل كوميدي، عن عمل: فريندز (2002)
- جائزة الإيمي برايم تايم لأفضل مسلسل كوميدي، عن عمل: فريندز (2002)
- جائزة الإيمي برايم تايم لأفضل مسلسل كوميدي، عن عمل: فريندز (2002).

ترشحت لـ:
- جائزة الإيمي برايم تايم لأفضل مسلسل كوميدي، عن عمل: فريندز (2003)
- جائزة الإيمي برايم تايم لأفضل مسلسل كوميدي، عن عمل: فريندز (2002)
- جائزة الإيمي برايم تايم لأفضل مسلسل كوميدي، عن عمل: فريندز (2000)
- جائزة الإيمي برايم تايم لأفضل مسلسل كوميدي، عن عمل: فريندز (1999)
- جائزة الإيمي برايم تايم لأفضل مسلسل كوميدي، عن عمل: فريندز (1996)
- جائزة الإيمي برايم تايم لأفضل مسلسل كوميدي، عن عمل: فريندز (1995)
- جائزة الإيمي برايم تايم عن فئة التأليف المبهر لمسرحية كوميدية  [لغات أخرى]‏، عن عمل: Dream On (TV series) [الإنجليزية]‏ (1993)
- جائزة منصة الدراما عن فئة أفضل كتاب مسرحية موسيقية  [لغات أخرى]‏ (1986)
- جائزة منصة الدراما عن فئة المسرحية الموسيقية المبهرة  [لغات أخرى]‏ (1986).

## وصلات خارجية
- مارتا كوفمان على موقع IMDb (الإنجليزية)
- مارتا كوفمان على موقع ألو سيني (الفرنسية)
- مارتا كوفمان على موقع ميوزك برينز (الإنجليزية)
- مارتا كوفمان على موقع أول موفي (الإنجليزية)
- مارتا كوفمان على موقع إن إن دي بي (الإنجليزية)
- مارتا كوفمان على موقع قاعدة بيانات الفيلم (الإنجليزية)
- مارتا كوفمان على موقع كينوبويسك (الروسية)